# Regimientos de Comandos Paracaidistas
Los Regimientos de Comandos Paracaidistas (RCP) (en árabe argelino: أفواج الكوماندوز المظلة) son regimientos de comandos paracaidistas de la XVII División de Paracaidistas de las Fuerzas Terrestres del Ejército Nacional Popular de Argelia (ENPA), con sede en Biskra, estos regimientos son tropas especiales por la naturaleza de sus misiones.

## Historia
Anteriormente los paracaidistas del Ejército Argelino no estaban formados en regimientos, sino en grupos, los primeros regimientos de paracaidistas hicieron su aparición en la década de 1980, los primeros regimientos aerotransportados fueron el IV, XII y el XVIII. 
Los regimientos primero y quinto fueron creados en 1995 y fueron integrados en el Centro de Lucha Anti-Subversiva (CLAS), el sexto regimiento fue creado en 2009. 
Los comandos paracaidistas pertenecen a la XVII División Paracaidista, que es una división predominantemente de infantería especializada en realizar misiones delicadas. La XVII División Paracaidista fue creada en 1991 por decreto presidencial y está especializada en combate aerotransportado y asalto aéreo. 

## Organización
Los regimientos de comandos paracaidistas están formados por seis regimientos de paracaidistas y tres unidades auxiliares: 
- Cuartel general de la XVII División de Comandos Paracaidistas en Biskra.
- 1er Regimiento de Comandos Paracaidistas en Tébessa.
- IV Regimiento de Comandos Paracaidistas en Laghouat.
- V Regimiento de Comandos Paracaidistas en Aïn Arnat.
- VI Regimiento de Comandos Paracaidistas en Jijel.
- XII Regimiento de Comandos Paracaidistas en Biskra.
- XVIII Regimiento de Comandos Paracaidistas Hassi Messaoud.
- 1er Regimiento de Artillería Paracaidista.
- 1er Batallón de Ingenieros Paracaidistas.
- 1er Batallón Antitanque Aerotransportado.

Los batallones están formados por unos 700 hombres. La división tiene entre 9.000 y 10.000 paracaidistas. La intervención aerotransportada es la especialidad de los comandos paracaidistas, estos son capaces de llevar a cabo un reconocimiento militar, contando con la protección blindada que ofrecen los vehículos BTR-80 y Fuchs 2, y desplegarse en muy poco tiempo, con armas y equipos que pueden ser lanzados o aerotransportados hasta la zona de combate. 
Cada regimiento tiene:
- 1 Estado mayor
- 3 Compañías de combate
- 1 Compañía logística
- 1 Compañía antitanque
- 1 Compañía de apoyo
- 1 Compañía de transmisiones
- 1 Compañía de defensa aérea

El XII RCP es un regimiento especializado que cuenta con dos compañías de operaciones especiales (la 41.° y la 45.°) y secciones especializadas similares a los comandos paracaidistas del Ejército de Tierra francés o el 75.º Regimiento Ranger del Ejército de los Estados Unidos. Los regimientos de comandos paracaidistas son la élite de las Fuerzas Armadas de Argelia (FAA).

## Misiones
Los comandos paracaidistas actúan principalmente en un entorno aéreo y terrestre, los paracaidistas aportan los medios materiales y los recursos humanos para llevar a cabo las misiones, y los comandos trabajan con otras unidades, los comandos paracaidistas tienen las siguientes misiones: 
- Acciones especiales de reconocimiento y comando.
- Operaciones antiterroristas y especiales con apoyo móvil aéreo en colaboración con las Fuerzas Armadas de Argelia.
- Escolta y protección de personas muy importantes.
- Captura y protección de objetivos estratégicos.

Los regimientos de comandos paracaidistas están presentes en las misiones de seguridad fronteriza en la frontera con Libia. Debido a la naturaleza de sus misiones, los regimientos de comandos paracaidistas tienen el estatus de tropas especiales, son el equivalente al 75.º Regimiento Ranger del Ejército de los Estados Unidos.

## Formación y entrenamiento
Los cadetes paracaidistas, se forman en el Centro de Entrenamiento de Tropas Especiales (CETE), que forma parte de la Escuela Superior de Tropas Especiales (ESTE) (que forma a suboficiales y oficiales), ubicada en Biskra, donde los alumnos se forman en:
- Manejo de armas de fuego.
- Tiro con pistola y carabina.
- Lucha en áreas urbanas, desérticas y forestales.
- Técnicas de supervivencia en ambientes hostiles.
- Sabotaje y demoliciones.
- Paracaidismo.
- Combate cuerpo a cuerpo.
- Combate con cuchillos.
- Artes marciales coreanas.
- Kuk Sool Won.
- Técnicas de operaciones especiales.
- Operaciones de reconocimiento militar.
- Patrulla tras las líneas enemigas.
- Recopilación de inteligencia militar.

Al final del curso, los estudiantes están sujetos a un examen y reciben un diploma. Además, algunos recibirán un entrenamiento avanzado en la Escuela de Formación de Comandos e Iniciación al Paracaidismo (EFCIP), ubicada en Boghar, en la Provincia de Médéa. Las unidades de comandos paracaidistas, se organizan básicamente siguiendo el modelo de los Spetsnaz rusos, muchos oficiales y suboficiales han recibido formación adicional y especializada en el extranjero. 
El nivel del entrenamiento es muy avanzado en todas las áreas del combate, (cuerpo a cuerpo, tiro al blanco, sabotaje, camuflaje, reconocimiento militar, paracaidismo, interrogatorio de prisioneros, etcétera).

## Armamento
Los operadores de los regimientos de comandos paracaidistas disponen de varios tipos de armamento que van desde las pistolas semiautomáticas hasta las ametralladoras, su armamento incluye fusiles de francotirador, subfusiles, fusiles de asalto, pistolas ametralladoras y varios tipos de granadas de mano, entre las mismas cabe señalar las granadas de gas lacrimógeno, de humo, de fragmentación, de alto poder explosivo, cegadoras y aturdidoras.

### Pistolas
Las luces tácticas, las miras láser, los silenciadores y los kits de conversión RONI (con silenciador y punto de mira) se montan a menudo en la Glock 17, que es el arma principal de los operadores de los regimientos de comandos paracaidistas.
| Nombre        | Imagen   | Origen                 | Tipo                   | Munición             | Notas                                                                   |
| Pistolas      | Pistolas | Pistolas               | Pistolas               | Pistolas             | Pistolas                                                                |
| ------------- | -------- | ---------------------- | ---------------------- | -------------------- | ----------------------------------------------------------------------- |
| Caracal       |          | Emiratos Árabes Unidos | Pistola semiautomática | 9 × 19 mm Parabellum |                                                                         |
| Glock 17 / 18 |          | Austria                | Pistola semiautomática | 9 × 19 mm Parabellum | Puede equiparse con una linterna eléctrica y un kit de conversión RONI. |

### Fusiles de asalto
Los fusiles de asalto se personalizan en función del operador. En estas armas se suelen encontrar miras láser, luces tácticas, silenciadores, culatas antirretroceso, miras Eotech, ACOG, Aimpoint.
| Nombre            | Imagen            | Origen            | Tipo              | Munición          |
| Fusiles de asalto | Fusiles de asalto | Fusiles de asalto | Fusiles de asalto | Fusiles de asalto |
| ----------------- | ----------------- | ----------------- | ----------------- | ----------------- |
| AKM               |                   | Unión Soviética   | Fusil de asalto   | 7,62 × 39 mm      |
| AK-103            |                   | Rusia             | Fusil de asalto   | 7,62 × 39 mm      |

### Ametralladoras
| Nombre                   | Imagen         | Origen          | Tipo                               | Munición       |
| Ametralladoras           | Ametralladoras | Ametralladoras  | Ametralladoras                     | Ametralladoras |
| ------------------------ | -------------- | --------------- | ---------------------------------- | -------------- |
| Ametralladora ligera RPD |                | Unión Soviética | Ametralladora ligera               | 7,62 × 39 mm   |
| Ametralladora PK         |                | Unión Soviética | Ametralladora de propósito general | 7,62 × 54 mm R |
| RPK                      |                | Unión Soviética | Ametralladora ligera               | 7,62 × 39 mm   |

### Fusiles de francotirador
| Nombre                          | Imagen                   | Origen                   | Tipo                     | Munición                 | Fabricante               |
| Fusiles de francotirador        | Fusiles de francotirador | Fusiles de francotirador | Fusiles de francotirador | Fusiles de francotirador | Fusiles de francotirador |
| ------------------------------- | ------------------------ | ------------------------ | ------------------------ | ------------------------ | ------------------------ |
| Fusil de francotirador Dragunov |                          | Unión Soviética          | Fusil de francotirador   | 7,62 × 54 mm R           | Corporación Kalashnikov  |
| M24 SWS                         |                          | Estados Unidos           | Fusil de francotirador   | 7,62 × 51 mm OTAN        | Remington Arms           |
| Sako TRG                        |                          | Finlandia                | Fusil de francotirador   | .260 Remington           | SAKO                     |
| Zastava M93 Black Arrow         |                          | Serbia                   | Fusil de francotirador   | 12,7 × 108 mm            | Zastava Arms             |

### Escopetas
| Nombre         | Imagen    | Origen         | Tipo      | Munición   | Fabricante                                              |
| Escopetas      | Escopetas | Escopetas      | Escopetas | Escopetas  | Escopetas                                               |
| -------------- | --------- | -------------- | --------- | ---------- | ------------------------------------------------------- |
| SPAS-12        |           | Italia         | Escopeta  | Calibre 12 | Franchi S.p.A.                                          |
| Beretta RS-202 |           | Argelia Italia | Escopeta  | Calibre 12 | BerettaEmpresa de Construcciones Mecánicas de Khenchela |

### Lanzagranadas acoplado
| Nombre                 | Imagen                 | Origen                  | Munición               | Fabricante                                                                   |
| Lanzagranadas acoplado | Lanzagranadas acoplado | Lanzagranadas acoplado  | Lanzagranadas acoplado | Lanzagranadas acoplado                                                       |
| ---------------------- | ---------------------- | ----------------------- | ---------------------- | ---------------------------------------------------------------------------- |
| GP-25                  |                        | Argelia Unión Soviética | Granada de 40 mm       | Empresa de Construcciones Mecánicas de KhenchelaKBP Instrument Design Bureau |

### Lanzacohetes
| Nombre       | Imagen       | Origen          | Tipo                          |
| Lanzacohetes | Lanzacohetes | Lanzacohetes    | Lanzacohetes                  |
| ------------ | ------------ | --------------- | ----------------------------- |
| RPG-7        |              | Unión Soviética | Granada propulsada por cohete |
| RPG-29       |              | Unión Soviética | Granada propulsada por cohete |

### Misiles antitanque
| Nombre             | Imagen             | Origen             | Tipo               | Fabricante         |
| Misiles antitanque | Misiles antitanque | Misiles antitanque | Misiles antitanque | Misiles antitanque |
| ------------------ | ------------------ | ------------------ | ------------------ | ------------------ |
| 9K115-2 Metis-M    |                    | Rusia              | Misil antitanque   | KBP                |
| 9M133 Kornet       |                    | Rusia              | Misil antitanque   | KBP                |

### Misiles tierra-aire
| Nombre              | Imagen              | Origen              | Tipo                                  | Fabricante          |
| Misiles tierra-aire | Misiles tierra-aire | Misiles tierra-aire | Misiles tierra-aire                   | Misiles tierra-aire |
| ------------------- | ------------------- | ------------------- | ------------------------------------- | ------------------- |
| 9K38 Igla           |                     | Unión Soviética     | Sistema de defensa antiaérea portátil | KBM                 |
| QW-2                |                     | China               | Sistema de defensa antiaérea portátil | CPMIEC              |

### Lanzagranadas automáticos
| Nombre                    | Imagen                    | Origen                    | Tipo                      | Fabricante                |
| Lanzagranadas automáticos | Lanzagranadas automáticos | Lanzagranadas automáticos | Lanzagranadas automáticos | Lanzagranadas automáticos |
| ------------------------- | ------------------------- | ------------------------- | ------------------------- | ------------------------- |
| AGS-17                    |                           | Rusia                     | Lanzagranadas automático  | KBP                       |
| AGS-30                    |                           | Rusia                     | Lanzagranadas automático  | KBP                       |

## Equipamiento

### Cascos
| Nombre                 | Imagen | Origen         | Tipo             |
| Cascos                 | Cascos | Cascos         | Cascos           |
| ---------------------- | ------ | -------------- | ---------------- |
| Casco MICH             |        | Estados Unidos | Casco de combate |
| Casco Team Wendy Exfil |        | Estados Unidos | Casco de combate |

### Otro equipamiento
- Aparatos de comunicación individual.
- Aparatos de visión nocturna: miras y visores térmicos.
- Calzado de protección.
- Cartucheras.
- Chaleco antibalas de aramida.
- Escudo antibalas.
- Gafas de protección.
- Guantes de protección.
- Mochilas.
- Pasamontañas.
- Pistoleras.
- Protecciones de codo y rodilleras.
- Ropa de camuflaje para francotiradores de élite y tiradores designados.
- Sistema alemán de combate Gladius 2.0.[2]
- Sistema de hidratación.
- Uniforme de las fuerzas especiales con camuflaje de bosque, ciudad, desierto y selva.

## Vehículos

### Automóviles
| Nombre                    | Imagen | Origen   | Tipo                 |
| ------------------------- | ------ | -------- | -------------------- |
| Nissan Patrol             |        | Japón    | Vehículo todoterreno |
| Toyota Land Cruiser       |        | Japón    | Vehículo todoterreno |
| Mercedes-Benz Clase G     |        | Alemania | Vehículo todoterreno |
| Toyota Land Cruiser Prado |        | Japón    | Vehículo todoterreno |

### Camiones militares
| Nombre               | Imagen | Origen           | Tipo                  |
| -------------------- | ------ | ---------------- | --------------------- |
| Mercedes-Benz Unimog |        | Alemania Argelia | Camión militar        |
| Mercedes-Benz Axor   |        | Alemania Argelia | Camión militar        |
| Mercedes-Benz Zetros |        | Alemania Argelia | Camión militar        |
| Mercedes-Benz Actros |        | Alemania Argelia | Camión militar pesado |
| SNVI M120            |        | Argelia          | Camión militar        |
| SNVI M230            |        | Argelia          | Camión militar        |
| SNVI M350            |        | Argelia          | Camión militar pesado |

### Vehículos de transportes blindados de personal
| Nombre      | Imagen | País de origen                 | Tipo                                              |
| ----------- | ------ | ------------------------------ | ------------------------------------------------- |
| TPZ Fuchs-2 |        | Alemania Argelia               | Transporte blindado de personal                   |
| Nimr        |        | Emiratos Árabes Unidos Argelia | Vehículo de movilidad de infantería               |
| Humvee      |        | Estados Unidos                 | Vehículo militar multipropósito de alta movilidad |